# Commandement suprême des forces alliées
Ne doit pas être confondu avec Supreme Headquarters Allied Expeditionary Force.

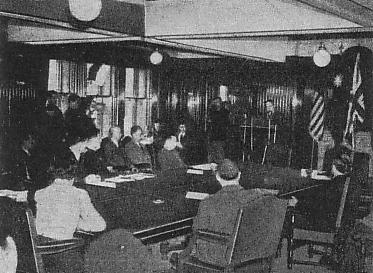
Le conseil allié pour le Japon en 1946.

Le commandement suprême des forces alliées (en anglais Supreme Commander of the Allied Powers, SCAP) est l'administration militaire chargée de l'occupation du Japon aussitôt après la capitulation japonaise qui mit fin à la Seconde Guerre mondiale. Cette administration était dirigée par le général Douglas MacArthur avec le titre de « Commandant suprême des forces alliées ». Bien qu’il y ait eu d’autres commandants suprêmes des alliés, le titre de SCAP en tant que tel a été donné uniquement au général MacArthur.
Au Japon, le terme GHQ (General Headquarters) est plus utilisé, SCAP désignant aussi les administrations d’occupation, dont une équipe de quelques centaines de personnels civils et militaires de l’US Army. Quelques-uns rédigèrent une ébauche de la Constitution du Japon, que la Diète du Japon ratifia avec quelques amendements.

## Forces armées
Les forces terrestres américaines au Japon dépendaient de la Huitième Armée des États-Unis.
Les forces australiennes, britanniques, indiennes, canadiennes et néo-zélandaises placées sous le commandement du SCAP dépendaient d’un sous-commandement, les forces d'occupation du Commonwealth britannique.
Le 1er janvier 1947, le GHQ établit le Far East Command sous le commandement du général Douglas MacArthur, une mesure initialement provisoire afin d'organiser et de contrôler les forces armées des États-Unis dans les zones du Japon, de la Corée du Sud, des Philippines, des îles Mariannes, Ryukyu et Bonin.

## Exonération de la famille impériale
À titre de commandant suprême des forces alliées au Japon, MacArthur insista pour que l'empereur Showa demeure en poste pour éviter une déstabilisation du pays. Plusieurs historiens critiquent les efforts qu'il mena pour exonérer l'empereur et tous les membres de la famille impériale impliqués dans la conduite de la guerre comme les princes Yasuhito Chichibu, Tsuneyoshi Takeda, Yasuhiko Asaka, Naruhiko Higashikuni et Hiroyasu Fushimi, de poursuites criminelles lors du Procès de Tokyo.
Selon John Dower, « Cette campagne menée à bien pour absoudre l'Empereur de sa responsabilité à l'égard de la guerre ne connut aucune limite. Hirohito ne fut pas seulement présenté comme étant innocent de toute action formelle qui aurait pu le rendre susceptible d'une inculpation comme criminel de guerre. Il fut transformé en une icône sainte ne portant même aucune responsabilité morale à l'égard de la guerre. » Selon Herbert P. Bix, « Les mesures réellement extraordinaires entreprises par MacArthur pour sauver Hirohito d'un jugement comme criminel de guerre eurent un impact persistant et profondément distordant dans la compréhension des japonais à l'égard de la guerre perdue » et « plusieurs mois avant que ne débutent les travaux du Tribunal, les plus hauts subordonnés de Mac Arthur travaillaient à attribuer la responsabilité ultime de l'attaque de Pearl Harbor à Hideki Tojo » Ainsi, « immédiatement à son arrivée au Japon, (le brigadier-général) Bonner Fellers se mit au travail pour protéger Hirohito du rôle qu'il avait joué pendant et à la fin de la guerre » et « permit aux principaux criminels de guerre de coordonner leur version des faits afin que l'Empereur échappe à une inculpation ».

## Exonération des membres des unités de recherche bactériologiques
En raison d'un pacte conclu en 1948 avec Mac Arthur, Shiro Ishii et tous les membres de l'unité 731 et des unités affiliées ont reçu l'immunité judiciaire et n'ont pas comparu devant le Tribunal de Tokyo. En contrepartie, les États-Unis ont reçu des informations sur les tests menés sur les cobayes humains. Les informations recueillies ont été tenues secrètes et l'existence même des travaux a été cachée aux juges du Tribunal et aux autres nations alliées. Des membres de l'unité ont toutefois été condamnés par les Soviétiques lors d'un procès tenu à Khabarovsk en 1949.

## Le remplacement de Mac Arthur
Matthew Ridgway succéda à MacArthur quand celui-ci fut relevé par le président Truman pour insubordination pendant la guerre de Corée en avril 1951. Avec le traité de paix de San Francisco, le poste de SCAP disparut.